# Gösta Danielsson
Gösta Erik Vilhelm Danielsson (Helenelund, 24 de junho de 1912 — Knivsta, 17 de outubro de 1978) foi um jogador de xadrez da Suécia, com participações nas Olimpíadas de xadrez de 1935, 1937, 1939 e 1952. Danielsson conquistou a medalha de prata individual no quarto tabuleiro em 1935 e ouro individual em 1937 novamente no quarto tabuleiro. Por equipes, a medalha de prata em 195.